# Нумсен, Фёдор Михайлович
Фёдор Михайлович Нумсен (дат. Frederik Numsen, 1737—1802) — датский и русский военный, генерал от кавалерии.

## Биография
Происходил из датского дворянского рода Нумсен. Родился 10 февраля 1737 года в Вайле в семье будущего фельдмаршала Михаэля Нумсена (1686—1757) и придворной дамы Маргареты Нумсен, урождённой Ингенхеф. Был старшим сыном из десяти детей своего отца. Его младший брат, Кристиан Фредерик Нумсен, был послом Дании в Российской империи в 1772—1775 годах; сестра, Магдалена Нумсен, в замужестве баронесса Лёвенскольд, богатой помещицей.
В 1750 году поступил корнетом в королевскую конную лейб-гвардию. В 1754 году произведён в лейтенанты, в 1756 году получил звание королевского флигель-адъютанта, в 1759 году - звание генерал-адъютанта, в 1761 году произведён в ротмистры, в 1766 году пожалован званием камергера.
В 1756—1763 годах Участвовал в Семилетней войне на стороне Франции и Австрии, а во время мобилизации в Гольштейне в 1763 году назначен генерал-адъютантом в штабе генерала Клода-Луи де Сен-Жермена. В том же году поступил подполковником в Шлезвигский кавалерийский полк, в 1769 году произведён в полковники.
Когда граф Струэнзее распустил королевскую конную лейб-гвардию в мае 1771 года, Фредерику Нумсену было поручено выбрать из существовавших драгунских полков 300 лучших людей и лошадей и сформировать так называемый «учебный отряд». Этот отряд, командиром которого стал Нумсен, должен был стать образцовым соединением и способствовать развитию навыков верховой езды в армии, а также сформировать своего рода «Летучую гвардию» для охраны двора, пока в летнее время он прибывал в замке Хиршхольм. Тем не менее, Нумсен был тесно связан с противниками Струэнзее, и, возможно, из-за подозрений, В сентябре того же года учебный отряд был расформирован из-за подозрений в связи Нумсена с противниками Струэнзее. Нумсен был отправлен во Фредерисию, а затем в  Раннерс, в качестве командира 3-го Ютландского драгунского полка.
После смены правительства в 1772 году Нумсен, пользовавшийся репутацией необычайно опытного и знающего офицера, был назначен членом комиссии, которая должна была выработать предложения по реформе армии. В том же 1773 году награждён орденом Даннеброг. В 1777 году произведён в генерал-майоры.
В 1785 году на Нумсена были поданы жалобы на проступки в различных сферах, и для расследования этих нарушений была создана военная комиссия. В 1788 году ему было приказано оставить командование полком. Вскоре выяснилось, что все обвинения были необоснованными и, хотя расследование против него ещё не было окончательно завершено, в 1789 году он был произведён в генерал-лейтенанты.
В первой половине 1789 года поступил на русскую службу с чином генерал-поручика. Участвовал в русско-шведской войне 1788—1790 годов, состоял инспектором кавалерии Лифляндского дивизиона. В августе 1789 года успешно взаимодействовал с гребной флотилией принца Нассау-Зигена. Зиму 1789-1790 годов провел в Фридрихсгаме, изучая расположение сил неприятеля. Войска, которыми он командовал, входили в Финляндскую армию графа Салтыкова и были назначены на галерный флот. Успешно действовал против шведских войск 21 апреля 1790 года на реке Кюмень и 4 мая под Фридрихсгамом. 27 апреля 1790 года награждён орденом Святого Георгия 3 степени (№ 74):
Во уважение на ревностную службу, добрыя его распоряжения и мужественное дело, произведенное им над неприятелем 24-го сего апреля, когда он, перешед реку Кюмень со вверенным ему корпусом, между Мемеля и Аньяла, разбил, овладев батареями и взяв 12 пушек.
В сентябре 1790 года награждён орденом Святого Александра Невского.
С 3 декабря 1796 года по 15 апреля 1799 года был шефом Стародубовского кирасирского полка. 29 ноября 1797 года произведён в генералы от кавалерии.
Умер в Санкт-Петербурге 9 апреля 1802 года.

## Награды
- Орден Белого орла (1769, Речь Посполитая)[5]
- Орден Даннеброг большой крест (1773, Hvid ridder, королевство Дания)
- Орден Святого Георгия 3-й степени (№ 74, 27 апреля 1790)
- Орден Святого Александра Невского (8 сентября 1790)[6]

## Семья
Был дважды женат:
- 16 декабря 1763 года женился на придворной даме Франсиске Элеоноре фон дер Остен (1737—08.01.1765), дочери тайного советника Вильгельма Августа фон дер Остен[дат.] (1697—1764);
- 3 ноября 1775 года женился на Элизабете Биргитте Сехестед (1727—23.06.1804), дочери подполковника Нильса Сехестеда из Брохольма.